# Sedzère
Sedzère település Franciaországban, Pyrénées-Atlantiques megyében. Lakosainak száma 391 fő (2022. január 1.). Sedzère Arrien, Espéchède, Gabaston, Lespourcy, Lombia, Saint-Laurent-Bretagne és Urost községekkel határos.

## Népesség
A település népessége az elmúlt években az alábbi módon változott:
| Lakosok száma | 405  | 407  | 404  | 390  | 381  | 384  | 383  | 377  | 391  |
|               | 2013 | 2015 | 2016 | 2017 | 2018 | 2019 | 2020 | 2021 | 2022 |